# BC Teuta
El BC Teuta es un club de baloncesto profesional de la ciudad de Durrës, que milita en la Superliga, la máxima categoría del baloncesto albanés. Disputa sus partidos en el Ramazan Njala Sports Palace, con capacidad para 1000 espectadores.

## Posiciones en liga
| - 2003 - 6º-(Liga e pare) - 2004 - 12º - 2005 - 2º-(Liga e pare) - 2006 - 7º-(Superliga) - 2007 - 8º - 2010 - 6º - 2011 - (Liga e pare) | - 2012 - 4º-(Superliga) - 2013 - 10º - 2014 - 4º-(Liga e pare) - 2015 - 1º-(Liga e pare) - 2016 - 2º-(Superliga) - 2017 - 3º | - 2018 - 2º - 2019 - 2º - 2020 - 1º - 2021 - 2º (Campeón playoff) - 2022 - 1º (Campeón playoff) |

## Palmarés
- Campeón de la Superliga

1947, 1955, 2021, 2022
- Campeón de la Copa de baloncesto de Albania

1956, 1965, 2019, 2021
- Campeón de la Supercopa de baloncesto de Albania

2018, 2019, 2021
- Campeón de la Liga e pare

2015

## Jugadores destacados
| - Armand Byberi - Bledar Dodaj - Ennio Fjolla - Orion Garo - Andi Goxhi - Klevis Isaku - Erjon Llazani | - Henri Moja - Ilmi Pasha - Andi Sabahi - Elton Saliaga - Fatjon Taraboshi - Denis Veselagu |